# Aýrybaba
L'Aýrybaba (in russo Гора Айрибаба?) è una montagna alta 3198 m s.l.m.

## Toponimo
La montagna era in ufficialmente denominata Beýik Saparmyrat Türkmenbaşy belentligi, ovvero montagna del grande Saparmyrat Türkmenbaşy, in onore del presidente Saparmyrat Nyýazow (il titolo Türkmenbaşy sta a significare padre di tutti i turkmeni).

## Geografia
Collocata sulla frontiera tra l'Uzbekistan e il Turkmenistan, rappresenta il punto più alto di quest'ultimo paese.
Appartiene alla catena del Köýtendag, una propaggine occidentale del Pamir.

## Protezione della natura
L'Aýrybaba ospita una fauna ed una flora ricche e differenziate; è segnalata la presenza del markhor, della lince e del muflone. Nel 1986 nella zona attorno alla montagna fu istituita la riserva naturale statale del Koytendag, nella quale sono state censite 988 diverse specie vegetali e 122 di uccelli.